# قلعه اسپکه
قلعه اسپکه مربوط به سده‌های میانه دوران‌های تاریخی پس از اسلام است و در شهرستان لاشار، بخش مرکزی اسپکه، واقع شده و این اثر در تاریخ ۱۲ بهمن ۱۳۸۱ با شمارهٔ ثبت ۷۲۶۵ به‌عنوان یکی از آثار ملی ایران به ثبت رسیده است.